# France Musique
France Musique ist das Klassik- und Jazz-Programm der öffentlich-rechtlichen Hörfunkanstalt Radio France. France Musique ist eines der Hauptprogramme des französischen Hörfunks neben France Inter und dem Wortprogramm France Culture. 

## Geschichte
Das Programm wurde 1954 gegründet und in der damals neuen UKW-Technik ausgestrahlt. Mittlerweile ist es auch über Satellit und im Internet zu empfangen. Fast alle Sendungen sind auch als Podcast verfügbar.
Seltener geworden sind die gemeinsamen Konzertübertragungen mit einigen Hörfunkanstalten der ARD („Deutsch-französische Konzerte“). In diesem Rahmen wurden regelmäßig Konzerte mit klassischer Musik live übertragen und auf Deutsch sowie auf Französisch moderiert. An diesem Programmaustausch nahmen hr2, WDR 3, MDR Kultur und SR Kultur, teilweise auch Deutschlandfunk Kultur teil. Beispielsweise wurden die Übertragungen der Freitagabendkonzerte des hr-Sinfonieorchesters aus der Alten Oper in Frankfurt am Main regelmäßig auch auf France Musique übernommen, meist zeitversetzt.
Nachts wurde bis zu dessen Einstellung am 30. August 2010  das Klassikprogramm von France Vivace übernommen. Seitdem kann man an dieser Stelle bis zum frühen Morgen die Webradios von France Musique hören. 
Seit 2017 firmiert das Programm unter dem Claim France Musique – Vous allez LA DO RÉ,  ein Sprachspiel mit drei Notennamen, die gleich klingen wie der französische Satz  Vous allez l'adorer (Es wird Ihnen gefallen).

## Bekannte Sendungen (Auswahl)
- Musique matin: Die Morgensendung mit klassischer Musik, Nachrichten zur vollen Stunde und einem Studiogast.
- Les grands concerts de la Maison de la Radio et de la Musique: Eigene Musikproduktionen mit den Klangkörpern von Radio France.
- Banzaï: Wochentägliche Jazzsendung am frühen Abend.
- Le concert du soir: Ein großes Konzert zu Beginn des Abendprogramms um 20 Uhr.
- Carrefour de la création: Sendung mit Neuer Musik am Sonntagabend mit historischen und neuen Aufnahmen.
- Les grands entretiens: Gesprächssendung am späten Abend mit Gästen aus der Musik- und Kulturszene.
- Les nuits de France Musique: Im Nachtprogramm werden die Webchannels von France Musique abwechselnd im Hauptprogramm übernommen.